# Antipatro di Tiro
Antipatro di Tiro (Tiro, ... – Atene, 44 a.C.) è stato un filosofo greco antico.
Antipatro pensatore  della corrente dello stoicismo "medio" del I secolo a.C. fu allievo di Stratocle di Rodi che era stato discepolo di Panezio di Rodi, e Antidoto 
È citato da Cicerone nel suo De officiis riferendo di una polemica di Antipatro («il quale morì ultimamente ad Atene» ) nei confronti di Panezio  che aveva omesso di trattare di due precetti riguardanti l'"utilità": la cura della salute e il denaro.
Si deve al suo insegnamento, secondo quanto scrive Plutarco , se Catone l'Uticense divenne un filosofo stoico.
Ad Antipatro viene attribuita un'opera intitolata Περὶ καθήκοντος (Sul dovere) e Diogene Laerzio cita più volte un Antipatro come autore di uno scritto Περὶ κόσμου (Sul mondo) ma non specifica se si tratti di Antipatro di Rodi o di un altro filosofo stoico, vissuto in età precedente, chiamato Antipatro di Tarso.